# Programmverschluss
Ein Programmverschluss ist ein Teil einer Kamera, die dem Fotografen die Einstellungen der Kamera vereinfacht.
Bei der fotografischen Aufnahme muss die Belichtung passend zur Empfindlichkeit des Aufnahmematerials erfolgen. Verschlusszeit und Blendenzahl müssen deshalb bei Bedarf umgekehrt proportional verstellt werden, d. h. eine längere Verschlusszeit führt zu kleinerer Blende und umgekehrt.
Die damit verbundenen Entscheidungen, z. B. kleinere Blende führt zu höherer Schärfentiefe, kürzere Verschlusszeit zur schärferen Abbildung von bewegten Objekten, haben manche Hobby-Fotografen überfordert.
Es gab deshalb einfache Kameras mit Programmverschluss, die über Symbole eingestellt wurden:
- Kopf = Porträt  (mittl. Verschlusszeit mit mittl. Blende)
- Berge = Landschaftsaufnahme (längere Verschlusszeit mit kleinerer Blende)
- Läufer = Sport  (kurze Verschlusszeit mit weiter geöffneter Blende)

Der Programmverschluss ist bei modernen Kameras durch die Programmautomatik verdrängt worden.